# Panathenäische Preisamphore (London B 144)
Die sogenannte Panathenäische Preisamphore im British Museum in London (Katalog Nr. B 144; Inventar-Nr. 1849.11-22.1) wurde im Jahr 1849 in Vulci ausgegraben. Sie wird dem Schaukel-Maler zugewiesen und wird um 540–520 v. Chr. datiert. Es soll die älteste Darstellung eines Siegers im Pferderennen sein. Aus motivischen Gründen ist die Amphora allerdings nicht als Preisgefäß anzusprechen, auch wenn sie formal die Gestaltungsweise panathenäischer Preisamphoren aufnimmt.
Auf der Vorderansicht wird die Göttin Athene nach rechts dargestellt. Ihr Schild ist mit einem zehnstrahligen, weißen Stern dekoriert. Sie trägt einen Peplos, darüber die mit Schlangen gesäumte Ägis. Athene wird von Hermes und einem bärtigen Mann, möglicherweise Zeus, wahrscheinlicher aber dem Besitzer des Pferdes, begleitet. Auf der Rückseite wird eine ruhige Reitszene dargestellt. Das Pferd mit einem bartlosen, einen Chiton tragenden Jüngling als Reiter schreitet nach rechts. Vor ihm geht ein bärtiger Mann mit langem Mantel, bei dem es sich um einen Herold handeln könnte. Von seinem Kopf ausgehend und nach unten abfallend steht die Beischrift: ΔVNEIKETV : HIΠOΣ : NIKA (= Δυ(σ)νείκήτ(ο)υ ϊπ(π)ος νίκα; Das Pferd von Dyneiketos hat gewonnen). Der Kopf des Mannes ist leicht gehoben, als würde er die vor ihm geschriebenen Worte gerade aussprechen. Hinter dem Reiter folgt ein nackter Jüngling. Er trägt einen Siegeskranz in der Linken und einen Dreifuß auf seinem Kopf.
Aufgrund der Rückseitendarstellung wurde angezweifelt, dass es sich um eine Panathenäische Preisamphore handelt. John D. Beazley interpretiert den Siegesdreifuß als Pokal eines anderen Wettbewerbs. T. B. L. Webster hingegen vermutet, dass der Schaukel-Maler möglicherweise diese Darstellung aus der Zeit Homers gewählt hat, um das Ideal des Sieges am besten darstellen zu können. Gleichwohl führt auch er die Amphora unter den Gefäßen auf, die selbst nicht als Preis anzusprechen sind.